# Chorume

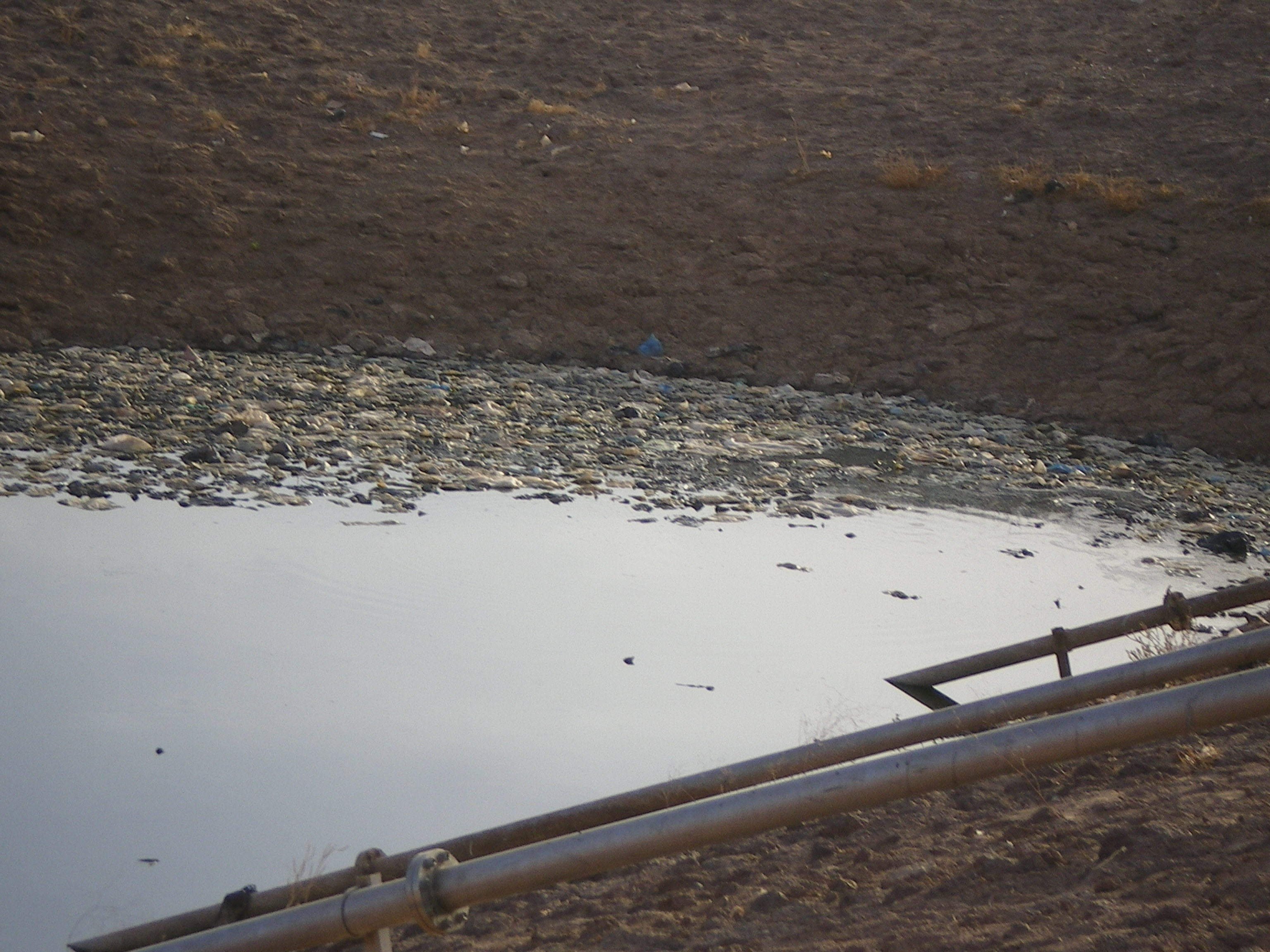
Chorume num lixão.

O chorume, também chamado por líquido percolado ou lixiviado, é o líquido poluente, de cor escura e odor nauseante, originado de processos biológicos, químicos e físicos da decomposição de resíduos orgânicos. Esses processos, somados com a ação da água das chuvas, se encarregam de lixiviar compostos orgânicos presentes nos lixões para o meio ambiente. 
Chama-se chorume ao resíduo líquido formado a partir da decomposição de matéria orgânica presente no lixo.
O gás metano (CH₄), produzido pela decomposição da matéria orgânica, e muito comum em aterros sanitários e lixões, é o segundo componente antropogênico mais importante para o efeito estufa. Ao ser comparado com o dióxido de carbono (CO₂), ele é mais perigoso, uma vez que a mesma quantidade de CH₄ chega a ter 25 vezes mais impacto sobre o aquecimento global que o CO₂. 
Pode infiltrar-se no solo dos lixões e contaminar a água subterrânea. O chorume possui grande concentração de substâncias com alta Demanda biológica de oxigênio (DBO).
Em outros contextos, também se chama chorume ao líquido que escorre da estrumeira e que se acrescenta ao estrume seco para enriquecê-lo como adubo.

## Composição do chorume
A composição do chorume pode ser vista na tabela a seguir:
| pH                                  | 4,5 – 9,0      |
| Sólidos totais                      | 2 000 – 60 000 |
| Matéria orgânica (mg/L)             |                |
| Carbono total                       | 30 – 29 000    |
| DBO5                                | 20 – 57 000    |
| DQO                                 | 140 – 152 000  |
| DBO5/DQO                            | 0,02 – 0,80    |
| Nitrogênio orgânico                 | 14 – 25 000    |
| Elementos traços inorgânicos (mg/L) |                |
| Arsênico                            | 0,01 – 1       |
| Cádmio                              | 0,0001 – 0,4   |
| Cromo                               | 0,02 – 1,5     |
| Cobalto                             | 0,005 – 1,5    |
| Cobre                               | 0,005 – 10     |
| Chumbo                              | 0,001 – 5      |
| Mercúrio                            | 0,00005 – 0,10 |

O chorume pode atingir os lençóis freáticos, de águas subterrâneas, poluindo esse recurso natural. A elevada carga orgânica presente no chorume faz com que ele seja extremamente poluente e danoso às regiões por ele atingidas.

## Necrochorume
Dá-se o nome de necrochorume ao líquido produzido pela decomposição dos cadáveres nos cemitérios, composto sobretudo pela cadaverina, uma amina (C5H14N2) de odor repulsivo, subproduto da putrefação.

## Biochorume
Biochorume é o resultado da decomposição de matéria apenas orgânica. Comumente encontrado em caixas de compostagem residenciais.
O chorume orgânico ou biológico é um biofertilizante líquido, rico em nutrientes e sais minerais. Basta dilui-lo em água, em uma proporção de 1/5 até 1/10, e borrifar nas folhas de sua horta caseira ou nas plantas de sua casa.
Biofertilizantes trazem diversos benefícios:
- Ativam o solo (o solo é um organismo vivo, que depende de uma complexa rede de relação de micronutrientes e seres);
- Reestabelecem a fertilidade de solos pobres/degradados;
- Estimulam o crescimento das plantas (já diz o ditado: adubando, tudo dá!);
- Mantém as plantas sadias e sem pragas (a natureza é sábia, quando uma planta é atacada significa que ela está doente!).

Também existem épocas em que a aplicação de biofertilizantes é mais importante:
- Quando você monta pela primeira vez um canteiro;
- Épocas em que as plantas ficam mais frágeis e suscetíveis a ataques de pragas (após períodos longos de chuva (falta de sol para a fotossíntese); na época de florada; períodos de seca).